# Guča
Guča (cirill betűkkel Гуча) szerbiai városka, 2002-ben 2202 lakosa volt. Évente megrendezett rézfúvós Trubaci-fesztiváljáról nevezetes, amelyet 1962-től rendeznek meg. Ilyenkor Szerbia összes trombitása megjelenik és megméretteti magát.

## Képek

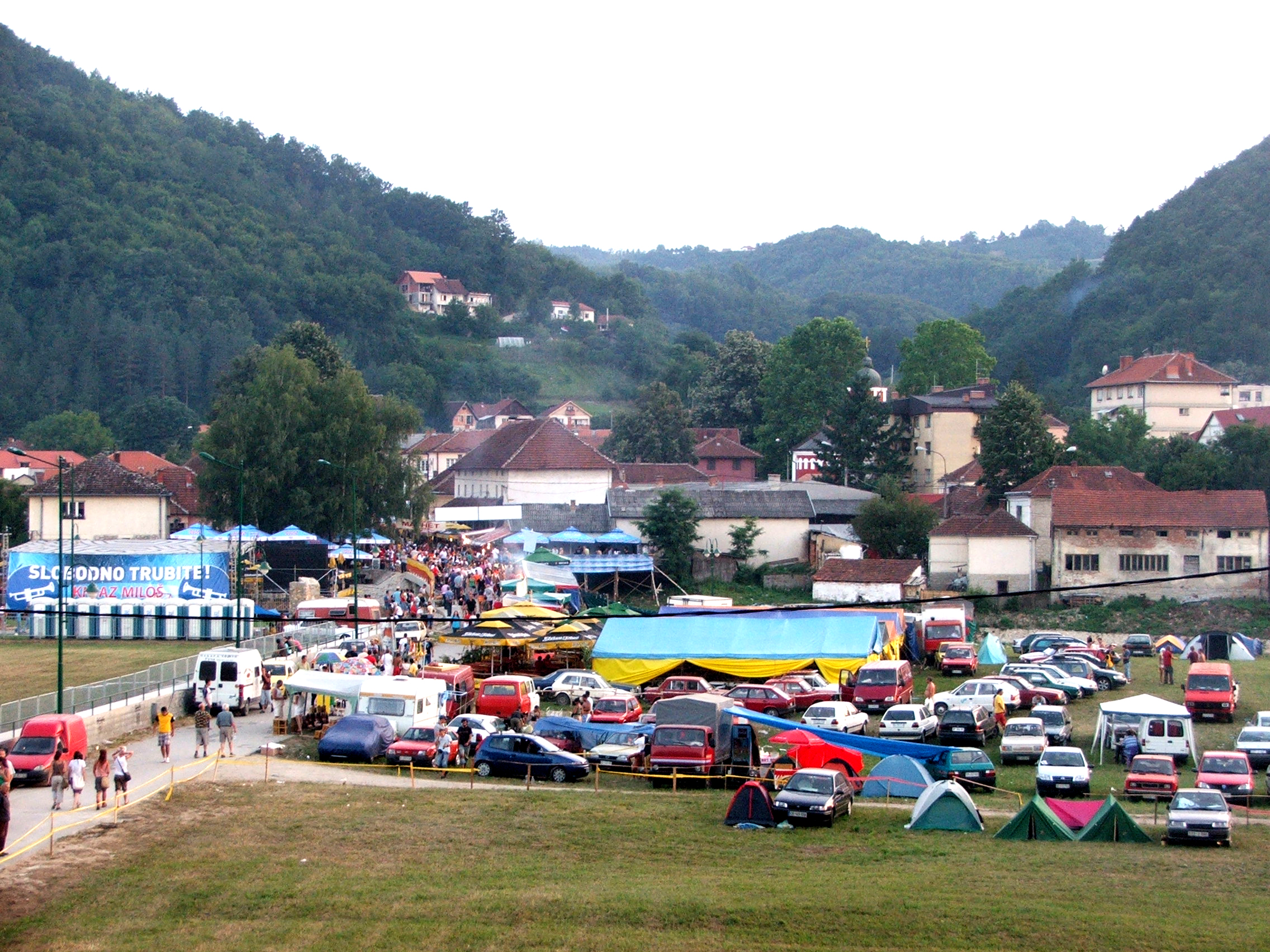
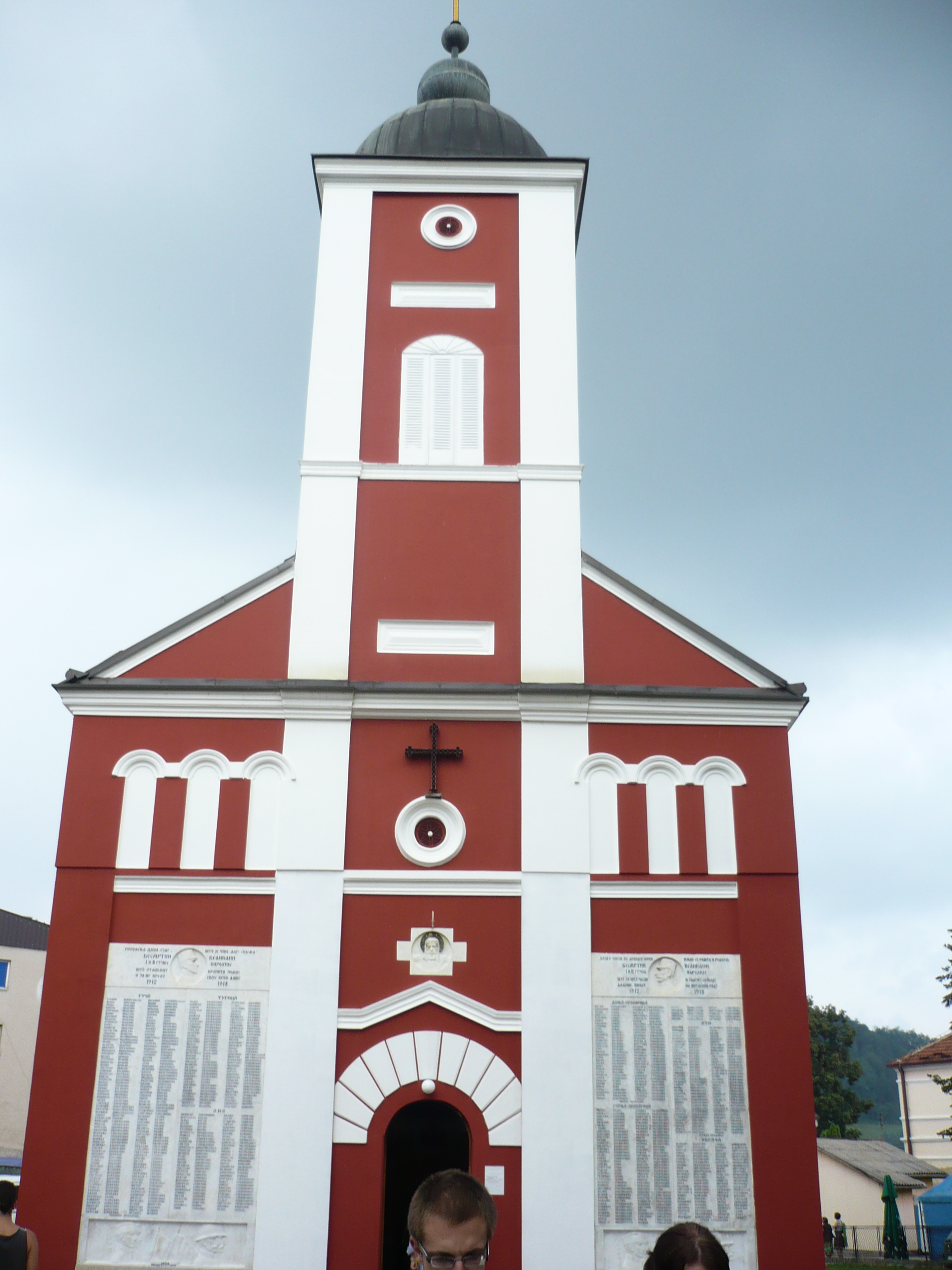
Templom

## Külső hivatkozások
- Guča.rs
- A trombitafesztivál honlapja Archiválva 2022. január 19-i dátummal a Wayback Machine-ben
- http://www.gucasabor.com
- Gucha.com